# 残存者たち
『残存者たち』（ざんぞんしゃたち、Remmants）は、アメリカの作家フレッド・チャペルによる短編ホラー・SF小説。
2010年のアンソロジー『Cthulhu Reign』に発表された。続いて2014年に『ラヴクラフトの怪物たち』に再録され、2019年に単行本と共に邦訳された。
初出アンソロジーは「クトゥルフ支配下の世界」を舞台にした作品を集めたという特徴があり、邦訳単行本下巻の帯にて菊地秀行は「現在のクトゥルー神話は、オーガスト・ダーレスの意図と想像を超えた新次元へと突入してしまった」と紹介する。ダーレスは旧支配者の脅威を警告し復活させまいとしたが、新世代作家は旧支配者復活後までも書くようになったのである。
収録単行本『ラヴクラフトの怪物たち』にて、怪物「古きものども」「ショゴス」を担う。ラヴクラフトが創造した古のものが、邪悪な侵略エイリアンとして描写されている。

## 紹介・解説
翻訳者は「サバイバル冒険物語と往年のパルプSFを融合させた印象の、ヤングアダルト小説の味わいがある中篇。ラヴクラフトの『狂気山脈』と『超時間の影』」を踏まえたうえで、独自の解釈を加えている点も興味深い。なお、作中にある自閉症への言及は正確とは言えないが、作者に差別的な意図はないと念のため付記しておく」と解説する。
東雅夫は単行本解説にて「これまた怪作として名高い『暗黒神ダゴン』で知られるフレッド・チャペルの意外な一面が堪能できる力作」と紹介し、他の作品と共に「なによりクトゥルー神話の新たな可能性を追求してやまない覇気に満ちている」と述べる。
ステファン・ジミアノウィッチは単行本序文にて「地球を支配した異生物の建造物に人間が覚える「違和感」を通して、ラヴクラフトが恐怖小説には必須のものであると主張した、人知の限界を超えた異世界の感覚を伝えてくれる」と解説している。

## あらすじ

### 物語以前
<星頭族 スターヘッド>と呼ばれる種族がいた。彼らは凶暴な侵略エイリアンであり、占領した惑星の知的生命体を全滅するまで殺し尽くす。古代の地球にも降り立ち、クトゥルーやミ＝ゴと領土を争う。1930年代にオーストラリア大陸で、多細胞生物が発生するよりも古い「10億年前」の岩石から、超古代生物の存在を示す証拠が見つかるも、その知識は地球防衛に役立つことはなかった。やがて再来したスターヘッドは、地球を占拠する。月は改造され、赤い幾何学要塞と化す。
一方、宇宙では、対スターヘッド<光輝同盟>という科学者団が生まれていた。ある星が滅ぼされたとき、同盟が救出した残存者はたったの4名であった。同盟上層部は、彼ら4人を救助要員として太陽系第三惑星に派遣する。

### 地上
<古きもの>とショゴスが地上を制圧し、街の人間は殺される。逃れたごくわずかな人たちは、山中の洞窟に身を隠す。すると、自閉症者達が超感覚的な能力に覚醒するようになる。ピースリー家の3人も同様に、なんとか隠れ住んで生活していたが、あるとき何者かが長女エコーにテレパシーで地図の映像を送ってくる。長男ヴァーンは、相手の意図をいぶかしむも、全員で地図の場所に出かけることを決める。
ヴァーンたちは、滝の洞窟を出て、川沿いに山を下り、南下する。数キロ遠くからは、甲高いショゴスの鳴き声が聞こえてくるため、警戒は怠れない。山の中腹で野宿していたとき、エコーがテレパシーを受信して「光る壁」と述べる。ヴァーンは意味を考えるもわからない。
ヴァーンは侵略者たちの都市を目にし、やつらが地球惑星そのものを改造していることを理解する。都市計画どころか、地核から地表までを作り変えるつもりなのである。母さんは「こんな世界じゃ、もう生きてられない。頭がおかしくなりそう」と嘆く。

### 宇宙船
船は太陽系第三惑星（この星の古代語でテラという）に到着し、低温睡眠から目覚めた4人が操縦室に集まる。最年少の<探索士>は、テレパスによってテラ人の能力者を中心とした小集団を発見する。四個体で、このテラ人は自閉症者と思われる。残存者たちがいる位置を特定したことで、<探索士>は自分がテラに上陸して彼らを迎えに行くと言う。他の3人は危険だと言うが、<探索士>は他に方法はないと断言する。
<船長>の私は、スターヘッドに<探索士>の心を読まれるおそれを懸念する。スターヘッドに私たちの存在がバレたら、連動して同盟の存在も気取られることになり、敵は残存者たちを皆殺ししたうえで、他星の同胞たちにも連絡して、結果として全宇宙でやつらによる虐殺が加速するだろう。それを防ぐには、心を読まれる前に私たちが自ら<探索士>を殺してしまう外ない。
やつらが時間と空間を作り変えようとしていることで、船の私たちも時空の歪みを検知する。救出に適した地点に発信器を投下して、<ゲート>を開く準備を整える。<探索士>とエコーの2人は、テレパシーで思念を交信し合い、残存者たちの一行が指定場所へとやって来る。私がゲートを解放し、<探索士>は地上に降り立つ。

### 終章
ゲートが開き、エコーと探索士が対面する。探索士は、ヴァーンと母親に事情を説明し、早くゲートをくぐるように急かす。遠くからはショゴスが近づいてくる。迷っていた母さんも「この世界にはもういたくない」と決断し、子供たちと共にゲートを超える。
残存者たちを救出した船はワープ空間に突入する。同盟の残存者保護基地には、同じような船が100機以上集まっていた。私はヴァーンに、自分たちがテラ人の年齢に換算すれば十代の子供であることを明かし、宇宙港に到着したら残存者救出を祝う式典が開かれると説明する。

## 主な登場人物

### 残存者
- ヴァーン - 兄。16歳。<古いやつ>から逃れ、山の洞窟[注 3]に隠れ住んでいる。
- エコー - 妹。12歳。自閉症者であり、偏った知性と高すぎる感受性を持つ[注 4]。<探索士>の思念を受信する。
- 母さん - ドナルド・ピースリーの妻。夫と第三子を<古のもの>に連れ去られて失っている。
- クイーニー - 飼い犬。コリーまじりの黒犬。嗅覚でショゴスを検知する。

### 救出隊
スターヘッドに母星を滅ぼされ、同盟に救出された4名の残存者。救出任務のために、辺境の太陽系第三惑星に派遣される。船1隻、未経験の船員4名という、難しい任務である。傍受リスクがあるため、同盟本部との通信もできない。同盟上層部にしてみれば、全滅しても構わない消耗部隊にすぎない。
- <船> - 外装は隕石に偽装され、AIが船員たちと会話する。自爆装置が搭載されている。
- <船長>キャプテン - 主人公（私）。最年長。
- <航宙士>ナヴィゲーター - 同胞の男性。若く逞しい。
- <船医>ドクター - 同胞で、年下の妹（年少の女性）。残存者の一人が自閉症者と見抜く。
- <探索士>シーカー - 同胞で、もっとも若い妹。テレパシー能力を有し、残存者たちとの交信を担当する。

### 侵略者
宇宙のあらゆる惑星を荒らし回る。他のあらゆる知的生命体を敵視して殺す、凶暴な侵略種族。
<古きもの>
ヴァーンは<古いやつ>と呼び、同盟では星頭族<スターヘッド>と呼称される。
地球人類を邪魔な生き物とみなし駆除する。次元間工事を行い、時間・空間・惑星のレベルで地球を作り替えている。彼らの建造物は、人間には理解不能で、目にしただけで恐怖を抱かせる。
ショゴス
古のものに創られた奴隷生命体。「テケリ・リ！」と甲高い鳴き声を発する。アメーバ状の怪生物であり、肉食性。犬を嫌う。テレパシーで主と交信する。
ヴァーンは一度だけショゴスを見たことがある。野生の鹿を包み込んで捕食している姿を見たが、失神するほどにおぞましいものであった。

### <光輝同盟>
きわめて進歩した種族であり、上層部は<支配者>とも呼ばれている。スターヘッドによる虐殺から知的生命体を守るために、観測装置を送り込んで残存者を探し、位置をつきとめると救助要員を送り込む。
旧神のような存在を、独自アレンジしたもの。

## 収録
- 新紀元社『ラヴクラフトの怪物たち 上』植草昌実訳「残存者たち」

## 関連作品
- 狂気の山脈にて、時間からの影 - ラヴクラフト作品。
- ナンタケット島出身のアーサー・ゴードン・ピムの物語 - エドガー・アラン・ポー作品。「テケリ・リ」という声の元ネタ。
- 球面三角 - 朝松健の神話作品。同様に『Cthulhu Reign』に収録。